# Vladimir Gardin
Vladimir Gardin (Tver, 18 de janeiro de 1877 — Leningrado, 28 de maio de 1965) foi um diretor de cinema russo.